# Pachira rurrenabaqueana
Pachira rurrenabaqueana är en malvaväxtart som först beskrevs av Henry Hurd Rusby, och fick sitt nu gällande namn av Fern.Alonso. Pachira rurrenabaqueana ingår i släktet Pachira och familjen malvaväxter. Inga underarter finns listade i Catalogue of Life.